# Ross Moriarty

a Compétitions nationales et continentales officielles uniquement.

b Matchs officiels uniquement.
Dernière mise à jour le 17 avril 2023.
Connall Ross Moriarty, né le 18 avril 1994 à  St Helens en Angleterre, est un joueur international gallois de rugby à XV qui joue au poste de troisième ligne centre ou de troisième ligne aile avec le club français du CA Brive.

## Biographie

### Jeunesse
Si Ross Moriarty est né en Angleterre, il a été élevé à Swansea au pays de Galles ; c'est le fils de l'ancien entraîneur de Gloucester, responsable de la défense, Paul Moriarty, qui est d'abord international gallois de rugby à XV, son oncle Dick Moriarty est lui aussi international gallois et a été même capitaine de celle-ci. Il naît en Angleterre à St Helens (Merseyside) parce que son père a changé de code et évolue alors au rugby à XIII avec le club des Widnes Vikings.
Ross Moriarty bénéficie d'une convention entre le club de Gloucester et le Hartpury College pour poursuivre ses études au Hartpury College et jouer au Hartpury RFC dans le cadre de sa formation.

### En club
Il débute avec l'équipe de Gloucester pour une rencontre de Coupe disputée contre les Ospreys en novembre 2012. Il est aligné comme titulaire du poste de troisième ligne aile à seulement 18 ans.
En novembre 2014, Ross Moriarty signe un contrat professionnel de trois ans avec son club. Il dispute les neuf rencontres de son club en Challenge européen 2014-2015 pour 9 victoires et la victoire finale dans cette compétition. Ross Moriarty fait 18 apparitions dans la saison 2014-2015 de championnat d'Angleterre, dont sept comme titulaire.
En novembre 2017, il est annoncé qu'il rejoint les Dragons RFC, basé à Newport au pays de Galles, à partir de la saison 2018-2019.
Au mois d'avril 2023, il rejoint le CA Brive avec effet immédiat en tant que joker médical de Tevita Ratuva, puis signe également un contrat jusqu'en 2025.
Pour son premier match, il rentre en jeu face aux Stade Français le 15 avril 2023.

### En équipe nationale

#### Equipes de jeunes anglaise
Il représente l'Angleterre dans les équipes de jeunes que ce soit avec les moins de 18 ans et l'équipe d'Angleterre de rugby à XV des moins de 20 ans.
Avec les moins de 20 ans, il remporte les Championnats du monde juniors en France en 2013 et en Nouvelle-Zélande en 2014.

#### Pays de galles
Ross Moriarty est retenu dans un groupe élargi de 47 joueurs avec l'équipe du pays de Galles pour la préparation de la coupe du monde 2015, annoncé par Warren Gatland le 1er juin 2015. Il obtient sa première sélection le 8 août 2015 face à l'Irlande à l'occasion d'un match de préparation pour la coupe du monde.
Ross Moriarty est finalement appelé dans le groupe retenu pour la Coupe du monde à la suite du forfait d'Eli Walker.

## Statistiques
Au 7 avril 2023, Ross Moriarty compte un total de 54 capes disputées sous le maillot gallois. Il obtient sa première sélection 8 août 2015 contre l'Irlande. Il inscrit quinze points, trois essais.
Il participe à deux éditions de la Coupe du monde, en 2015 où il joue deux rencontres, face à l'Uruguay et l'Australie. Puis en 2019 où il joue sept rencontres, face à la Géorgie, l'Australie, les Fidji, l'Uruguay, la France, l'Afrique du Sud et la Nouvelle-Zélande.

## Palmarès

### En club
- Gloucester
  - Vainqueur du Challenge européen en 2015
  - Finaliste du Challenge européen en 2017 et en 2018

### Équipe nationale
- Angleterre -20
  - Vainqueur du Championnat du monde junior de rugby à XV en 2013 et 2014

- Pays de Galles
  - Vainqueur du Tournoi des Six Nations en 2019 (Grand Chelem)
  - Vainqueur de la Triple Couronne en 2019